# 格里默尔斯豪森
格里默尔斯豪森（德語：Grimmelshausen）是德国图林根州的市镇，隶属于希尔德布格豪森县。总面积为4.21平方千米，截至2023年12月31日总人口为177人。